# 4153 Roburnham
4153 Roburnham è un asteroide della fascia principale. Scoperto nel 1985, presenta un'orbita caratterizzata da un semiasse maggiore pari a 3,1416106 UA e da un'eccentricità di 0,1688654, inclinata di 1,42845° rispetto all'eclittica.